# Красноярский государственный медицинский университет
Красноя́рский госуда́рственный медици́нский университе́т имени профессора В. Ф. Во́йно-Ясене́цкого — медицинское высшее учебное заведение в Красноярске, один из крупнейших университетов медицинского профиля Сибири и Дальнего Востока России.

## История
Красноярский государственный медицинский институт (КГМИ) был образован 21 ноября 1942 года решением Всесоюзного Комитета по делам Высшей школы при СНК СССР и народного комиссариата здравоохранения СССР путём слияния эвакуированных в Красноярск Воронежского стоматологического института, частей 1-го Ленинградского медицинского института и 2-го Ленинградского медицинского института, а также Ленинградского педиатрического института и Ленинградского стоматологического института.
В годы Великой Отечественной войны первым студентам вуза преподавал святитель, хирург, профессор В. Ф. Войно-Ясенецкий. Здесь он закончил свою монографию «Очерки гнойной хирургии», за которую в 1944 году ему была присуждена Сталинская премия.
В первом выпуске студентов КГМИ был пятьдесят один врач.
В 1958 году к единственной программе обучения — лечебное дело — был добавлен педиатрический факультет.
В 1961 году был открыт педиатрический факультет, в 1978 году — стоматологический факультет.
В 1992—2013 годах в КГМИ действовал факультет высшего сестринского образования.
В 1995 году институт был переименован в Красноярскую государственную медицинскую академию (КрасГМА).
В 2006 году был открыт фармацевтический факультет, в 2010 году — факультет клинической психологии, в 2011 году — факультет медицинской кибернетики.
В 2007 году медицинской академии было присвоено имя профессора Валентина Феликсовича Войно-Ясенецкого, а в 2008 году — статус медицинского университета.

## Ректоры
- Н. И. Озерецкий (1942—1945)
- П. Г. Подзолков (1945—1979)
- Б. С. Граков (1979—1994)
- В. И. Прохоренков (1994—2004)
- И. П. Артюхов (2004—2018)
- А. В. Протопопов (2020)

## Структура университета
- Лечебный факультет
- Педиатрический факультет
- Стоматологический факультет
- Медико-психолого-фармацевтический факультет
- Институт последипломного образования
- Фармацевтический колледж

## Рейтинг
По данным Минобрнауки РФ, в 2006 году КрасГМУ среди медицинских вузов России занимал 12 место, в 2007 — 24 место, в 2008 — 17 место.
В 2008 году КрасГМУ занял третье место среди медицинских вузов по Сибири и Дальнему Востоку.